# 王東明
王 東明（おう とうめい、1956年7月29日 - ）は、中華人民共和国の官僚、政治家。遼寧省本渓市出身。現職は全国人民代表大会常務委員会副委員長、中華全国総工会主席。

## 経歴
1956年7月29日、遼寧省本渓市で生まれる。1975年6月に中国共産党入党。1975年8月、19歳の王東明は遼寧省桓仁県で農村に入り、同県華尖子公社知青のために、後に東卜大隊党支部書記となりました。1982年に遼寧大学哲学系哲学科を卒業後、同年、錦州市太和区西郊公社党委員会副書記に就任。その後、中国共産主義青年団錦州市委員会書記、中国共産党綏中県委員会書記、中国共産党灯塔県委員会書記、遼陽市党委員会常務委員兼副市長、中国共産党遼寧省委員会組織部副部長、部長を歴任した。
2000年10月、中央に移り、中国共産党中央組織部部務委員兼幹部二局局長、中央組織部副部長（次官）に就任。2007年7月、中央機構編制委員会委員、弁公室主任に転任。2012年11月14日、中国共産党第18期中央委員会委員に選出された。2012年11月21日、劉奇葆の後任として、中国共産党四川省委員会書記に任命された。翌年1月29日には同省人代常務委員会主任を兼務する。2017年10月24日、中国共産党第19期中央委員会委員に当選しました。2018年3月17日、62歳の王東明が第13回全国人民代表大会常務委員会副委員長に当選した。同年3月22日、中華全国総工会主席に就任。